# Tanyuromys
Tanyuromys és un gènere de rosegadors de la família dels cricètids. Les espècies d'aquest grup són oriündes de les zones muntanyoses des de Centreamèrica fins a la part occidental de Sud-amèrica. Anteriorment se les situava en el si de Sigmodontomys, però les investigacions cladístiques indiquen que aquest gènere és el tàxon germà o bé d'un clade que conté Sigmodontomys i Melanomys o bé del gènere extint Megalomys. Juntament amb les espècies d'Aegialomys i Melanomys, són algunes de les espècies d'orizominis que viuen a major altitud. El nom genèric Tanyuromys significa ‘ratolí cuallarg’ en llatí.
Se'n coneixen dues espècies: T. aphrastus, que viu des de Costa Rica fins a l'Equador, i T. thomasleei, una espècie descrita recentment que és endèmica de l'Equador.